# Protomacha anthracina
Protomacha anthracina är en fjärilsart som beskrevs av Turner 1917. Protomacha anthracina ingår i släktet Protomacha och familjen praktmalar, Oecophoridae. Inga underarter finns listade i Catalogue of Life.